# Музей колоністів De Koloniehof (Фредеріксорд)
Музей колоністів De Koloniehof (нід. Museum De Koloniehof) — невеликий історичний музей у нідерландському місті Фредеріксорд, у провінції Дренте, присвячений колоністському рухові в Нідерландах у першій половині XIX століття.

## Історія
У 1818 році в Нідерландах було засноване Товариство Милосердя, метою якого була допомога бідняцьким родинам з голландських міст, зруйнованих після Наполеонівських війн. З дозволу короля Віллема I, Товариство надавало біднякам земельні наділи у нерозвинутій на той час провінції Дренте. Так сформувалися колонії, з яких пізніше виросли містечка Фредеріксорд, Вільгельмінаорд, Босхорд, Віллемсорд та інші. Кожній родині колоністів надавався будинок, земельний наділ площею 3 акри і трохи худоби. Першою, «пілотною», колонією став Фредеріксорд. В період з 1818 року по 1911 рік в колоніях мешкало близько 1 400 родин.
У 1993 році, на честь 175-річчя заснування Товариства Милосердя, у Фредеріксорді відкрився музей De Koloniehof (укр. «колоністське подвір'я, хутір»), присвячений історії колоній в провінціях Дренте та Оверейсел.

## Опис
Експозиція музею присвячена зображенню повсякденного життя колоністів, в музейному зібранні є численні тематичні фото-, відео- та аудіоматеріали, побутові речі колоністів тощо. На території музею розташовані кілька збережених будинків колоністів та поле з типовими для того часу культурами: пшеницею, житом, вівсом, ячменем, тютюном, спельтою та коноплями.